# Teoria geocentryczna

Geocentryczny model Wszechświata
według teorii Ptolemeusza

Uproszczone odwzorowanie ruchów planet
na deferentach i epicyklach

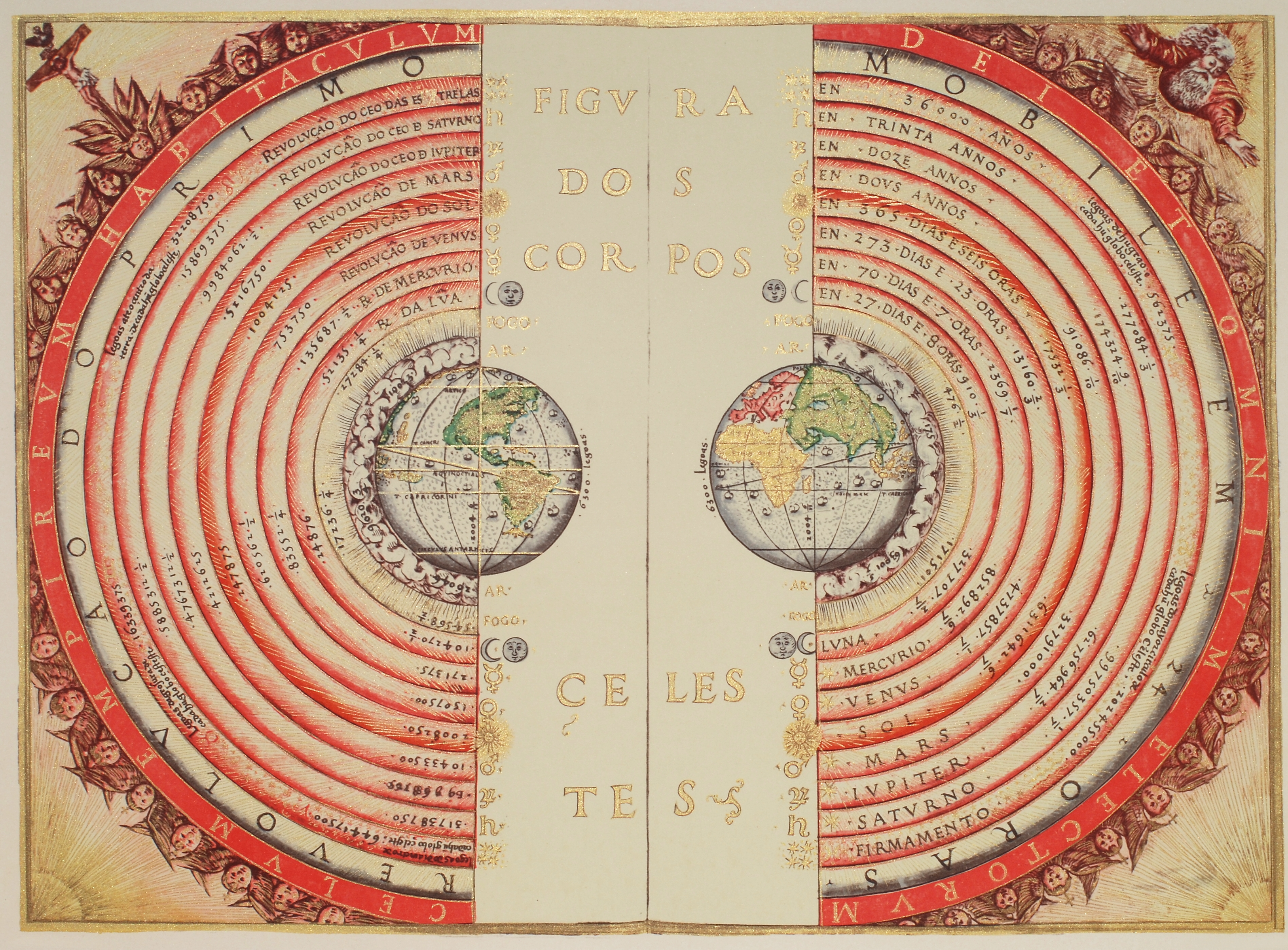
Ptolemeuszowski model geocentrycznej budowy wszechświata autorstwa portugalskiego kosmografa i kartografa Bartolomeu Velho (1568)

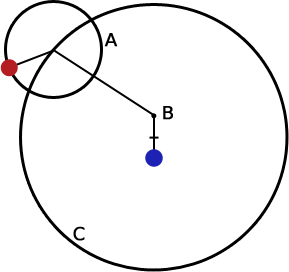
Podstawowe elementy teorii Ptolemeusza
A – epicykl
B – ekwant
C – deferent
niebieski punkt – Ziemia
czerwony punkt – planeta krążąca wokół Ziemi

Teoria geocentryczna (z gr. geo „Ziemia”) – zdezaktualizowana teoria budowy Wszechświata, której istotą jest założenie, że Ziemia znajduje się w centrum Wszechświata, jest nieruchoma, a wokół niej krążą pozostałe ciała niebieskie: Księżyc, planety, Słońce oraz sfera gwiazd stałych.

## Geneza teorii geocentrycznej
Na założeniach teorii geocentrycznej oparły się teorie budowy świata tworzone w starożytności. Pierwsze podobne tezy, mające charakter naukowej teorii, podał Eudoksos z Knidos w IV wieku p.n.e., formułując teorię sfer homocentrycznych. Zgodnie z jego teorią każda planeta (do nich zaliczano także Słońce i Księżyc, w odróżnieniu od nieruchomych gwiazd) leżała na zewnętrznej powierzchni sfery i do każdej planety przynależało tyle sfer, na ile jednostajnych ruchów po okręgu można rozłożyć obserwowany na niebie niejednostajny ruch planet.
Teoria sfer homocentrycznych została następnie przebudowana i zastąpiona przez teorię geocentryczną sformułowaną wstępnie przez Hipparchosa ze skomplikowanym układem deferentów i epicyklów.
Teorię geocentryczną dopracował następnie Klaudiusz Ptolemeusz w II wieku, nadając jej ostateczną postać. Teoria została przez Ptolemeusza opisana w jego dziele Mathematike Syntaxis znanym bardziej pod nazwą Almagest, wydanym około roku 140.
Teoria geocentryczna opisana w Almageście była kanonem astronomii przez następne 1600 lat, aż do czasów Mikołaja Kopernika.

## Geocentryczny opis Wszechświata
Zgodnie z geocentryczną teorią budowy świata, dookoła usytuowanej centralnie we Wszechświecie Ziemi biegnie siedem planet w następującej kolejności: Księżyc, Merkury, Wenus, Słońce, Mars, Jowisz, Saturn, przy czym Słońce i Księżyc biegną dookoła Ziemi ruchem jednostajnym, bezpośrednio po swoich kolistych orbitach, a środki tych orbit leżą nieco poza Ziemią (są to okręgi ekscentryczne, przybliżające eliptyczne orbity Ziemi wokół Słońca i Księżyca wokół Ziemi).

### Ruchy planet
Planety były podzielone na górne (zajmujące orbity w kolejności przed Słońcem) i dolne (zajmujące orbity w kolejności po Słońcu). Dla wyjaśnienia skomplikowanego ruchu planet na sferze niebieskiej, a szczególnie zakreślania przez nie pętli, Ptolemeusz przyjął założenie, że po kołowej orbicie ekscentrycznej – deferencie – porusza się ruchem jednostajnym nie sama planeta, ale środek innego, mniejszego koła zwanego epicyklem, a dopiero po obwodzie epicyklu porusza się ruchem jednostajnym planeta.
W wyniku kombinacji ruchów środka epicyklu po deferencie i planety po epicyklu, dodając odpowiednie nachylenie płaszczyzn tych kół do ekliptyki, Ptolemeusz wyjaśnił ruchy planet – szczególnie ruch prosty i wsteczny planety widoczny na tle sfery gwiazd stałych.
Ruchy epicyklów na deferentach i planet na epicyklach spełniały ściśle określone warunki, różne dla planet dolnych i górnych. Planety dolne według Ptolemeusza poruszały się w ten sposób, że środki ich epicyklów leżały na prostej łączącej Ziemię ze Słońcem, a okresy obiegu środków epicyklów Merkurego i Wenus były równe rokowi gwiazdowemu. Okresy obiegu obu planet po epicyklach były różne i wynosiły dla Merkurego – 88 dni ziemskich, a dla Wenus – 225 dni ziemskich. Okresy te otrzymały nazwę okresów gwiazdowych.
Ruchy planet górnych miały inne zależności w stosunku do rocznego ruchu Słońca po niebie. Ptolemeusz przyjął założenie, że promienie dróg planet górnych po epicyklach są zawsze równoległe do promienia drogi Słońca dookoła Ziemi, każda z planet biegnie po epicyklu dokładnie przez okres jednego roku ziemskiego. Ptolemeusz przyjął jednocześnie, że każda z planet ma różny okres obiegu środków epicyklów po deferentach, a więc różny okres gwiazdowy. Wynosi on: dla Marsa – 1,9 roku, dla Jowisza – 11,9 roku i dla Saturna – 29,5 roku.
Dwie pozostałe planety – Uran i Neptun, oraz mniejsze ciała Układu Słonecznego (oprócz komet) nie były jeszcze wtedy znane i nie miały swojego miejsca w geocentrycznym systemie budowy świata.

### Sfera gwiazd stałych
Poza deferentem Saturna w geocentrycznej teorii budowy Wszechświata znajdowała się sfera gwiazd stałych, obracająca się dookoła Ziemi ze wschodu na zachód w czasie jednej doby ziemskiej. Ruch sfery gwiazd stałych był przekazywany sferom planetarnym. Obrazem ruchu sfery gwiazd stałych był widoczny ruch dzienny sfery niebieskiej.

## Nieścisłości w teorii geocentrycznej
Ptolemeusz wiedział, że pomimo tak skomplikowanej budowy i złożoności ruchów planet na deferentach i epicyklach, ruchy planet na sferze niebieskiej nie zostały dokładnie wyjaśnione i były bardziej złożone. Umieszczenie środków deferentów w różnych odległościach od środka Ziemi nie wystarczało do opisania odchyleń w zaobserwowanych położeniach planet w odniesieniu do ich położenia wynikającego z obliczeń na podstawie opisanej teorii. Ptolemeusz uciekł się do wybiegu, wprowadzając do swojej teorii tzw. punkty wyrównawcze, czyli ekwanty. Zastosowanie ekwantu powodowało, że ruch po deferencie wypadał jako ruch jednostajny widziany nie z jego środka, ale z ekwantu położonego po przeciwnej stronie środka deferentu niż Ziemia.

## Upadek teorii geocentrycznej
W średniowieczu teoria Ptolemeusza była uzupełniana i stała się bardzo zawiła. W szczególności wprowadzenie ekwantu nadal nie wyjaśniało złożoności ruchów planet dolnych i górnych. Dopiero Mikołaj Kopernik przyjął założenie, że Ziemia nie jest nieruchomym punktem środka Wszechświata, uznając, że krąży ona dookoła Słońca – tak jak pozostałe planety.
Teoria heliocentryczna Mikołaja Kopernika zaczęła zastępować teorię geocentryczną po opublikowaniu na początku XVI wieku jego krótkiego wykładu tej teorii (tzw. "Commentariolus"), a zwłaszcza po opublikowaniu w 1543 roku w Norymberdze dzieła De revolutionibus orbium coelestium, dającego inny model ruchu ciał niebieskich, który mógł być kontynuacją odrzuconego wcześniej przez naukę poglądu heliocentrycznego opracowanego między innymi przez Arystarcha z Samos (ok. 320–250 p.n.e.). 
Proces upadku teorii geocentrycznej jako opisu świata był długotrwały. Spotykał się z powolną akceptacją środowisk uniwersyteckich ówczesnej Europy. Powodem tego stanu rzeczy była – paradoksalnie – mniejsza zgodność teorii Kopernika z obserwacjami, szczególnie niewytłumaczalne niezmienne położenie gwiazd (patrz Teoria heliocentryczna). W 1576 roku astronom angielski, Thomas Digges, ogłosił obronę dzieła i teorii Kopernika, publikując cztery rozdziały z pierwszej księgi De revolutionibus wraz z wykresem układu heliocentrycznego. Publikacja ta przyczyniła się do popularyzowania teorii heliocentrycznej na zachodzie Europy.
Odważnym propagatorem heliocentrycznej budowy świata był włoski filozof Giordano Bruno, który oprócz uznania teorii Kopernika wypowiedział opinię, że Słońce jest jedną z gwiazd, a we Wszechświecie może być wiele planet zamieszkanych. W 1600 roku Bruno został w Rzymie spalony na stosie za herezje, które bezpodstawnie łączy się z jego poglądami heliocentrycznymi.
Znaczących argumentów do całkowitego obalenia teorii geocentrycznej dostarczył Galileusz. Zasłużył się on szczególnie dzięki konsekwentnemu stosowaniu metod doświadczalnych w badaniach otaczającego świata. Szczególnie dwa jego odkrycia dostarczyły ważkich argumentów przemawiających za prawdziwością teorii heliocentrycznej: zaobserwowanie pełnego cyklu faz planety Wenus i odkrycie systemu czterech księżyców przy Jowiszu. Niestety, Galileusz wezwany do przedstawienia dowodów słuszności teorii heliocentrycznej nie uczynił tego, natomiast pouczał kardynałów o właściwej interpretacji Pisma Świętego. Doprowadziło to do potępienia przez Kościół katolicki Galileusza i herezji kopernikańskiej. W 1616 roku De revolutionibus zostało wprowadzone do indeksu ksiąg zakazanych (Index librorum prohibitorum) i zabroniono jego czytania pod karą ekskomuniki. W roku 1620 dopuszczono do obiegu „ocenzurowaną” wersję De revolutionibus, wycięte miały być odniesienia do Biblii jak i te określające teorię heliocentryczną jako pewnik. Obowiązującą – jako zgodną z Biblią była teoria geocentryczna.
Teoria grawitacji i mechanika Newtona uzasadniły obraz Układu Słonecznego wprowadzony przez Keplera i praktycznie rozstrzygnęły o losie teorii geocentrycznej. Jednak dopiero końcowe lata XVII w. były okresem gromadzenia coraz dokładniejszych danych przez niezależnych obserwatorów. Przytłaczające dowody usunęły ostatnie wątpliwości co do poprawności budowy świata opisanej przez Kopernika.

## Teoria geocentryczna współcześnie
Z punktu widzenia kinematyki różnica między teorią geocentryczną i heliocentryczną sprowadza się do wyboru układu odniesienia. Teoria heliocentryczna opisuje ruchy planet w układzie odniesienia związanym ze Słońcem, teoria geocentryczna wykorzystuje układ odniesienia związany z Ziemią. Z tego punktu widzenia obie teorie są prawidłowe. Opis ruchu ciał Układu Słonecznego jest jednak znacznie prostszy w przypadku układu odniesienia związanego ze Słońcem niż w przypadku układu związanego z Ziemią. Pewne zagadnienia jednak wygodniej jest rozważać w układzie geocentrycznym (np. ruch satelitów Ziemi), oraz w astronawigacji.